# Thierry Eliez
Thierry Eliez (24 de junio de 1964 - Arcachon, Francia) es un reconocido pianista francés de jazz.
A lo largo de su carrera ha colaborado con artistas como Didier Lockwood, Michel Legrand, Muriel Robin y Éric Serra entre otros.
Desde 2019 es el pianista de Magma

## Biografía
A los 17 años Thierry Eliez creó su primer trío de jazz, y comenzó a darse a conocer en Arcachon su ciudad natal. Cuatro años más tarde, en 1985 con 21 años se mudó a París, donde comenzó a tocar en varios clubes de jazz
En 1986, a tan solo un año de su estancia en Paris, Thierry se convirtió en uno de los pianistas de sesión más solicitados.
En este año, fue contratado por el violinista Didier Lockwood y realizó una gira mundial durante dos años, acompañado por Jean-Marc Jafet y André Ceccarelli. 
En 1989 fundó Ceccarelli Trio y publicó tres álbumes. En 1990 realizó grabaciones con Dee Dee Bridgewater por recomendación de André Ceccarelli.
En la década de 1990 Thierry se unió con la violinista y cantante Catherine Lara y presentaron el espectáculo "Les Romantiques". Con este dúo comenzaron a realizar música por encargo para varios artistas como Johnny Hallyday y también bandas sonoras para cine.
En 2004, compuso para Muriel Robin realizando la música para su espectáculo titulado  "Ayuda" y para un álbum solista. 
Tras varios años de trabajar para otros músicos, Thierry retomó su trío de jazz junto a su hermano Philippe Eliez en la batería y Daniel Ouvrard en el bajo. Con esta formación, en 2009 lanzaron su primer álbum titulado  Hot Keys .
En paralelo al trío, Thierry se unió al grupo de Éric Serra, y siguió colaborando con diversos artistas como Michel Legrand.
En 2019 ingresó a Magma, el legendario grupo de Christian Vander.